# جون ماغيري (قسيس)
جون ماغيري (بالإنجليزية: John Maguire)‏ هو قسيس أمريكي، ولد في 11 ديسمبر 1904 في نيويورك في الولايات المتحدة، وتوفي بنفس المكان في 6 يوليو 1989.